# خوان ایزکوئیل گارسیا
خوان ایزکوئیل گارسیا (انگلیسی: Juan Ezequiel García؛ زادهٔ ۹ اکتبر ۱۹۹۱) بازیکن فوتبال اهل آرژانتین است.
از باشگاه‌هایی که در آن بازی کرده‌است می‌توان به باشگاه فوتبال بانفیلد اشاره کرد.